# Número primo ilegal
Número primo ilegal é um número primo que representa informações cuja posse ou distribuição é proibida em alguma jurisdição legal. Quando interpretado de uma maneira particular, descreve um programa de computador que ignora o esquema de gerenciamento de direitos digitais usado em DVDs. 

## História

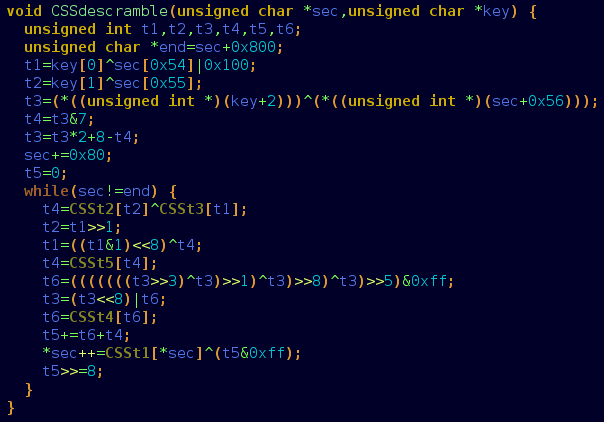
O código algoritmo DeCSS ignorando a proteção de DVDs, escrito na linguagem de programação C.

Um dos primeiros números primos ilegais foi gerado em março de 2001 por Phil Carmody. Sua representação binária corresponde a uma versão compactada do código-fonte C de um programa de computador que implementa o algoritmo de decodificação DeCSS, que pode ser usado por um computador para contornar a proteção anticópia de um DVD.
Protestos contra a acusação de Jon Johansen, criador do DeCSS, e a legislação que proíbe a publicação do código DeCSS assumiu várias formas. Uma delas era a representação do código ilegal em uma forma que tinha uma qualidade intrinsecamente arquivável. Uma vez que os bits que compõem um programa de computador também representam um número, o plano era que o número tivesse alguma propriedade especial que o tornaria arquivável e publicável (um método era imprimi-lo em uma camiseta). A primalidade de um número é uma propriedade fundamental da teoria dos números e, portanto, não depende de definições legais de qualquer jurisdição particular.

## Algoritmo
Carmody comprimiu o código de programa DeCSS usando o software gzip, obtendo um arquivo que pode ser expresso em formato binário através de um número n. Como o conteúdo de um arquivo gzip é terminado por um byte nulo (e a próxima parte é ignorada), os arquivos na forma n·256k+b con k>log256 b são descomprimidos com a mesma saída de n. Pode então associar números inteiros com o mesmo arquivo através do algoritmo de descompressão. Segundo o teorema de Dirichlet, uma sequência na forma a·n+b (com a natural e b coprimo com n) contém números primos infinitos. Colocando a=256k e b coprimo com n, o teorema garante a existência de infinitos números primos capazes, pelo menos teoricamente, de codificar o arquivo.
O software OpenPFGW foi identificado por uma série de candidatos, depois submetidos ao teste de primalidade do algoritmo ECPP, identificando um primo na forma n·2562+2083. Esse número, que era de 1041 dígitos, era pequeno demais para ser notável em algumas publicações, então Carmody Passou à busca identificando outro: n·256211+99. Este último era suficientemente grande (1905 dígitos) para ser classificado em décimo lugar na lista dos 21 maiores números descobertos com ECPP, publicado no website The Prime Pages.